# هاينريش لوترباخ
هاينريش لوترباخ (بالألمانية: Heinrich Lauterbach)‏ (و. 1893 – 1973 م) هو مهندس معماري ألماني، ولد في فروتسواف، توفي في بيبراخ آن در ريس، عن عمر يناهز 80 عاماً.